# Comic Book Resources
CBR (До серпня 2016 — Comics Book Resourses) — американський інформаційний вебсайт запущений у 1995 році присвячений висвітленню новин, історіям вигаданих персонажів й інтерв'ю з творцями фільмів, коміксів і серіалів. Крім того, у сайту, також, є свій форум, на якому відбуваються обговорення подій пов'язаних з коміксами.
Крім статей редакційного складу сайту на ньому також часто публікуються матеріали авторів, сценаристів і критиків коміксів
Вебжурнал кілька разів номінувався на премію Eagle в категорії «Сайт найулюбленіших коміксів» й тричі отримував цю нагороду, а також, кілька разів номінувався на премію Eisner і у 2014 році отримав її в категорії «Найкращий комікс-огляд».

## Історія
Comics Book Resourses був заснований Іоной Вейланд в 1995 році, як майданчик для обговорення коміксу «Kingdom Come» і публікації відповідних новин, але надалі став популярним джерелом новин та майданчиком для дискусій в індустрії кіно і коміксів.
На сайті присутня велика кількість різних інформаційних колонок. Від тих, що ведуть безпосередньо автори коміксів, до тих, де розповідаються історії та чутки про створення коміксів.
4 квітня 2016 року Іона Вейланд оголосила, що Comic Book Resources була продана компанії Valnet Inc., відомої своїми придбаннями компаній пов'язаних з коміксами та схожою тематикою, а також, володінням іншими медіаплатформи, такими як Screen Rant. 23 серпня 2016 року сайт був перезапущений і перейменований і відтепер став називатися CBR, однак тематика, напрямок і стилістика сайту залишилася така сама.
Також, на сайті присутній конкурс під назвою Comic Book Idol (часто скорочується CBI) результати якого підводяться кожні п'ять тижнів.

### Comic Book Idol
CBI — це аматорський конкурс художників коміксів, створений сценаристом Джозефом Торресом і організований ним, який кожні п'ять тижнів проводить сайт Comic Book Resources.
Сама назва коміксу походить від американського телешоу і пісенного конкурсу American Idol.
Конкурс проводиться протягом п'яти тижнів, і проводиться за участю десяти художників, які перед цим були відібрані з великої кількості претендентів. Вони повинні проходити щотижневі тести, які оцінюються видавцями й професіоналами в області створення коміксів.
Кожну середу опівдні на вебсайті CBR публіка голосує за свого улюбленого автора і може коментувати малюнки в Інтернеті. Кожен раз, коли голосування закривається в полудень четверга, два художники з найменшою кількістю голосів покидають конкурс.

## Нагороди
| Рік  | Організація  | Номінація                                                     | Результат |
| ---- | ------------ | ------------------------------------------------------------- | --------- |
| 1999 | Eagle Award  | Найкращий сайт, пов'язаний з коміксами                        | Перемога  |
| 2000 | Eagle Award  | Найкращий сайт, пов'язаний з коміксами                        | Перемога  |
| 2001 | Eagle Award  | Найкращий сайт, пов'язаний з коміксами                        | Перемога  |
| 2004 | Eagle Award  | Найкращий сайт, пов'язаний з коміксами                        | Номінація |
| 2005 | Eagle Award  | Найкращий сайт, пов'язаний з коміксами                        | Номінація |
| 2006 | Eagle Award  | Найкращий сайт, пов'язаний з коміксами                        | Номінація |
| 2007 | Eagle Award  | Найкращий сайт, пов'язаний з коміксами                        | Номінація |
| 2008 | Eagle Award  | Найкращий сайт, пов'язаний з коміксами                        | Номінація |
| 2009 | Eisner Award | Найкраще періодичні видання/публікація, пов'язані з коміксами | Перемога  |
| 2010 | Eagle Award  | Найкращий сайт, пов'язаний з коміксами                        | Перемога  |
| 2011 | Eagle Award  | Найкращий сайт, пов'язаний з коміксами                        | Перемога  |
| 2011 | Eisner Award | Найкраще періодичні видання/публікація, пов'язані з коміксами | Перемога  |
| 2013 | Harvey Award | Найкраща біографічна, історична або журналістська презентація | Перемога  |
| 2014 | Eisner Award | Найкраща біографічна, історична або журналістська презентація | Перемога  |